# Amed Elna
Amed Elna (arabisch أميد إلنا; * 21. Dezember 1999 in Moroni) ist eine komorische Leichtathletin, die sich auf den Sprint spezialisiert hat.

## Sportliche Laufbahn
Erste Erfahrungen bei internationalen Meisterschaften sammelte Amed Elna im Jahr 2021, als sie dank einer Wildcard im 100-Meter-Lauf an den Olympischen Sommerspielen in Tokio startete und dort mit 14,30 s in der Vorausscheidungsrunde ausschied. Zudem war sie Fahnenträgerin ihrer Nation bei der Eröffnungsfeier der Spiele.
Elna ist Studentin an der Sorbonne Université in Paris.

## Persönliche Bestleistungen
- 100 Meter: 14,30 s (+0,3 m/s), 30. Juli 2021 in Tokio